# Naturschutzgebiet Schießlweiher bei Schwarzenbach
Das Schießlweiher bei Schwarzenbach ist ein Naturschutzgebiet in Schwarzenbach im Oberpfälzer Landkreis Neustadt an der Waldnaab in Bayern.
Das Naturschutzgebiet befindet sich etwa 2 Kilometer südöstlich von Schwarzenbach. Es ist Bestandteil des Naturpark Nördlicher Oberpfälzer Wald, des Landschaftsschutzgebietes LSG Oberpfälzer Hügelland im westlichen Landkreis Neustadt a.d.Waldnaab und des Fauna-Flora-Habitat-Gebiets Lohen im Manteler Forst mit Schießlweiher und Straßweiherkette.
Das etwa 28 ha große Areal ist Teil einer alten Weiherkette, deren Funktion in erster Linie darin bestand, einen stetigen Wasserzufluss zu den Hammerwerken im Haidenaabtal zu gewährleisten. Hier haben die sehr nährstoffarmen Verhältnisse im Einzugsgebiet der Zuläufe zur Entwicklung einer sehr seltenen Teichbodenflora geführt. Der Schießlweiher ist im Eigentum des Bayerischen Naturschutzfonds. Zu finden sind hier seltene Pflanzenarten und -gesellschaften sowie Verlandungsbereiche mit Zwischenmoorausbildungen.
Das Naturschutzgebiet wurde am 20. März 1998 ausgewiesen.